# Johann Büssow
Johann Büssow (* 12. November 1973) ist ein deutscher Islamwissenschaftler. Er ist Professor für Islamwissenschaft an der Ruhr-Universität Bochum.

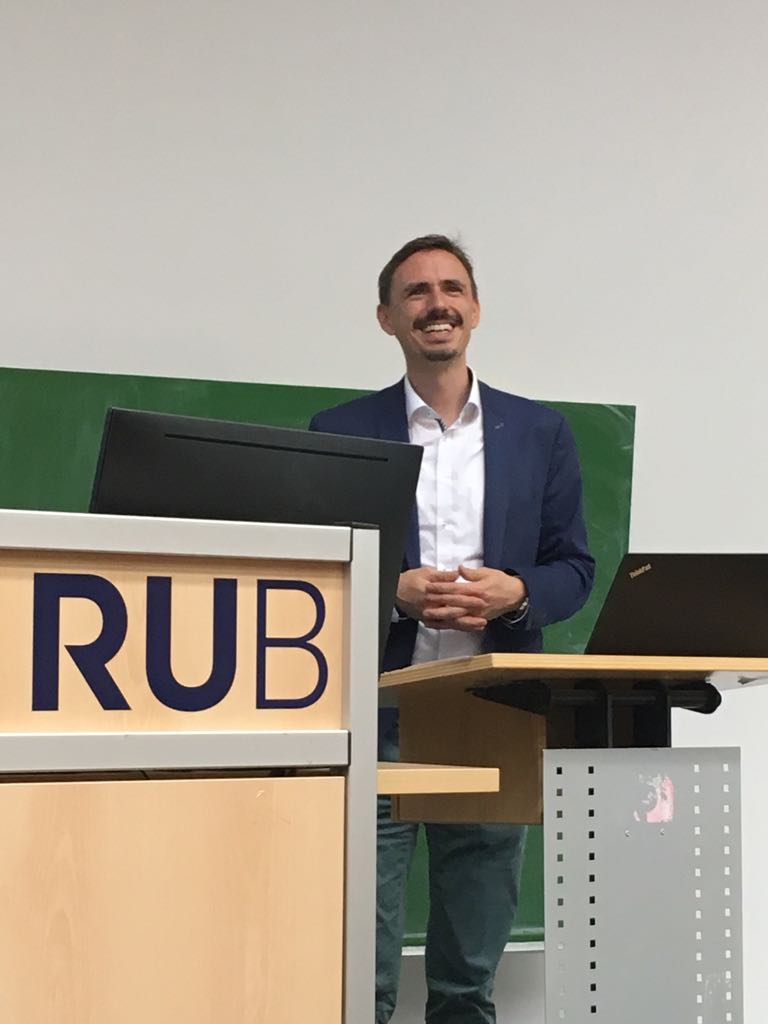
Johann Büssow in Bochum 2018

## Biografie
Büssow studierte von 1996 bis 2002 Islam- und Politikwissenschaft und Judaistik an den Universitäten Berlin, Kairo und Bonn. Von 2003 bis 2008 war er als wissenschaftlicher Mitarbeiter am Institut für Islamwissenschaft der FU Berlin tätig und erwarb 2008 seinen Doktortitel im Fach Islamwissenschaft. Nach seiner Promotion forschte er bis 2012 am Sonderforschungsbereich 586 „Differenz und Integration“ der Universität Halle und von 2012 bis 2013 als wissenschaftlicher Mitarbeiter am Orient-Institut Beirut. Johann Büssow wurde 2013 Professor für Islamische Geschichte und Kultur an der Universität Tübingen. Er nahm den Ruf auf die Professur "Orientalistik (Arabistik und Islamwissenschaft)" der Ruhr-Universität Bochum an und wechselte zum Wintersemester 2018/19 von Tübingen nach Bochum.
Büssows Forschungsarbeiten beschäftigen sich hauptsächlich mit der Sozial- und Politikgeschichte des modernen Nahen Ostens sowie mit der Geistesgeschichte der islamischen Welt.

## Forschungsschwerpunkte und wissenschaftliche Aktivitäten
Zusammen mit einer Gruppe von Historikern um Yuval Ben-Bassat (Haifa) und Khaled Safi (Gaza) forscht er gegenwärtig zur Geschichte der Stadt Gaza und ihrer Region in der spätosmanischen Zeit. 2022 wurde er mit einem Consolidator Grant des Europäischen Forschungsrats ausgezeichnet, um im Forschungsprojekt LOOP (Late Ottoman Palestinians) soziale und kulturelle Dynamiken in der Region Palästina zwischen 1880 und 1920 zu erforschen. Die Ergebnisse werden laufend auf einem Wissenschaftsblog veröffentlicht. Mit dem Historiker Stefan Rohdewald (Gießen) leitet er ein Teilprojekt zu Palästina als Migrationsregion im Umbruch zwischen spätosmanischer Zeit und Mandatsherrschaft im Rahmen des Forschungsverbundes "Transottomanica". Mit Astrid Meier (Beirut) arbeitet er an einer Monographie mit dem Arbeitstitel "Bedouin Syria: The Arid Lands of the Middle East, 1516–2011". Gemeinsam mit Tübinger Kollegen betreibt er ein exploratives interdisziplinäres Forschungsprojekt zur Geschichte von Oasensiedlungen in Oman. Mit Roman Seidel arbeitet er in dem Projekt Weg und Rechtleitung. Die Entwicklung koranischer Raum- und Bewegungsmetaphern in der Tafsīr-Literatur zur Erforschung von Metaphern in der Koranexegese (tafsīr).
Johann Büssow ist ''section editor for the history of the Arab world from 1500 to the present'' für die Encyclopaedia of Islam Three (Brill, Leiden u. a.) und Mitherausgeber der Schriftenreihe 'Studien zur Geschichte und Zeitgeschichte Westasiens und Nordafrikas' (LIT Verlag, Berlin u. a.).
Er ist der Autor von Hamidian Palestine (Brill, Leiden 2011), einer Studie zu Politik und Gesellschaft im osmanischen Bezirk Jerusalem in der Ära Sultan Abdülhamids II.

## Veröffentlichungen
- Hamidian Palestine: Politics and Society in the District of Jerusalem, 1872–1908. Brill, Leiden 2011, ISBN 978-90-04-20569-7.
- Geschichtsort Jaffator: Osmanische Kommunalverwaltung und bürgerschaftliches Engagement in Jerusalem, 1867–1917. Aphorisma, Berlin 2012, ISBN 978-3-86575-540-7.
- Damascus Affairs: Egyptian Rule in Syria through the Eyes of an Anonymous Damascene Chronicler, 1831–1840 (with Khaled Safi). Ergon, Würzburg 2013, ISBN 978-3-89913-906-8.
- Late Ottoman Gaza: An Eastern Mediterranean hub in transformation (with Y. Ben-Bassat) Cambridge University Press, Cambridge 2024,  ISBN 978-1-108-99951-9.
- Arguing for Political Legitimacy in a Late Ottoman City: A Fictional Literary Dialogue from Gaza, c. 1895 (with Y. Ben-Bassat) EB-Verlag, Berlin 2023, ISBN 978-3-86893-436-6.
- Al-Sūr al-Muḥīṭ: the city wall of Bahla as a case study for the organisation of communal tasks in central Oman on the eve of modern state administration, 1967–1977 (with M. Hoffmann-Ruf, und N. Al-Saqri) EB-Verlag, Berlin 2023, ISBN 978-3-86893-439-7.